# Eugen von Schobert
Pour les articles homonymes, voir Schobert.
Eugen Ritter von Schobert, né le 13 mars 1883 à Wurtzbourg et mort le 12 septembre 1941 en Ukraine) est un Generaloberst allemand de la Heer (Armée de terre) dans la Wehrmacht pendant la Seconde Guerre mondiale.
Il a été récipiendaire de la croix de chevalier de la croix de fer. Cette décoration est attribuée pour récompenser un acte d'une extrême bravoure sur le champ de bataille ou un commandement militaire avec succès.

## Biographie

### Jeunesse
Schobert est né Eugen Schobert à Wurtzbourg dans le royaume de Bavière, un État membre de l'Empire allemand. Il est le fils du Major Karl Schobert et de Anna née Michaely. Schobert entre dans l'Armée royale de Bavière en juillet 1902. Il sert en premier lieu dans le 1er régiment d’infanterie bavarois (de) et poursuit par un entrainement de pilote en 1911.

### Première Guerre mondiale
Pendant la Première Guerre mondiale, Schobert reste officier d'infanterie bavaroise, servant toute la guerre sur le front occidental. Pendant l'offensive allemande du printemps de 1918, il dirige le 3e bataillon du 1er régiment d'infanterie bavarois. Pour ses actions le 23 mars 1918, où il a personnellement mené son bataillon dans la traversée d'un canal près de Jussy contre une rude résistance britannique, il reçoit la croix de chevalier de l'ordre militaire de Maximilien-Joseph. C'est la plus haute distinction militaire de Bavière, comparable à la décoration Pour le Mérite en Prusse, et confère un titre de noblesse au bénéficiaire qui était un roturier. Ainsi Eugen Schobert devient « Eugen Ritter von Schobert ».

### Entre deux-guerres
Après la Première Guerre mondiale, Schobert reste dans la Reichswehr, puis dans la Wehrmacht, en montant les différents échelons. Il est inspecteur d'infanterie de décembre 1933 à septembre 1934. Il commande ensuite la 17e et la 33e division d'infanterie.

Il reçoit le commandement du 7e corps d'armée) le 4 février 1938.

### Seconde Guerre mondiale
En septembre 1939, Schobert conduit son 7e corps d'armée dans l'invasion de la Pologne dans le cadre de la réserve du groupe d'armées Sud. En mai-juin 1940, son corps, faisant partie de la 16. Armee du général Ernst Busch du groupe d'armées A, participe à l'invasion de la Belgique, du Luxembourg et de la France.
Il reçoit la croix de chevalier de la croix de fer pour son commandement du 7e corps d'armée pendant la percée de la ligne Maginot et la capture de Nancy et de Toul. Il reste au commandement de ce corps lors des préparatifs de l'invasion de la Grande-Bretagne (opération Seelöwe).
En septembre 1940, Schobert reçoit le commandement de la 11e armée. Celle-ci est affectée au groupe d'armées Sud pour l'opération Barbarossa, l'invasion de l'Union soviétique. Pendant les combats dans le sud de l'URSS, après que son armée a traversé le Dniepr, Schobert et son pilote sont tués lorsque leur avion d'observation, un Fieseler Storch, s'écrase dans un champ de mines ennemi.

### Famille
Schobert se marie avec Alice Rieder-Gollwitzer en 1921. Ils ont ensuite trois enfants: deux fils et une fille. Leur plus jeune fils est tué au combat en 1944 alors qu'il est pilote de chasse dans la Luftwaffe.

## Décorations
- Croix de fer (1914)
  - 2e classe
  - 1re classe
- Croix de chevalier de l'ordre de Maximilien-Joseph
- Croix de chevalier de l'ordre royal de Hohenzollern avec glaives
- Ordre du Mérite militaire, 4e classe avec couronne et glaives (1918)
- Ordre de Michel le Brave (Roumanie), 2e et 3e classe (1941)
- Insigne des blessés (1918)
  - en Noir
- Agrafe de la croix de fer (1939)
  - 2e classe
  - 1re classe
- Croix de chevalier de la croix de fer (1940)